# Georges Turlier
Georges Turlier (Saint-Hilaire-Fontaine, 16 juli 1931) is een Frans kanovaarder.
Turlier won tijdens de Olympische Zomerspelen 1952 de gouden medaille in de C-2 10.000m samen met Jean Laudet.
In 1959 werd Turlier wereldkampioen slalom in de C-2.

## Belangrijkste resultaten

### Olympische Zomerspelen
| Editie | Plaats   | Resultaten   |
| ------ | -------- | ------------ |
| 1952   | Helsinki | C-2 10.000m  |
| 1960   | Rome     | 8e C-2 1000m |

### Wereldkampioenschappen kanoslalom
| Jaar | Plaats | Resultaten |
| ---- | ------ | ---------- |
| 1959 | Genève | C-2        |

1936: Václav Mottl & Zdeněk Škrlant ·
1948: Steve Lysak & Steve Macknowski ·
1952: Jean Laudet & Georges Turlier ·
1956: Gratsian Botev & Pavel Charin